# خوکدانی
خوکدانی (ایتالیایی: Porcile) یک فیلم درام به کارگردانی پیر پائولو پازولینی محصول مشترک ایتالیا و فرانسه است که سال ۱۹۶۹ منتشر شد. مارکو فرری، ژان‌پیر لئو، آن ویازمسکی، اوگو تونیاتسی، فرانکو چیتی و نینتو داولی نقشهای فیلم را بازی کردند.

## داستان
این فیلم دو داستان موازی دارد. داستان اول آن در گذشته‌ای نامشخص اتفاق می‌افتد که در آن یک مرد جوان (پیر کلمنتی) در یک منظرهٔ آتشفشان سرگردان است. (در اطراف اتنا فیلم‌برداری شده‌است.) و تبدیل به یک آدم‌خوار می‌شود. مرد جوان با یک فرد از اراذل و اوباش (فرانکو چیتی) به هم می‌پیوندد و اطراف شهر را تخریب می‌کنند. در پایان گروه وی دستگیر شده، و او در طول اعدام او تگ‌لاین معروف فیلم را می‌خواند: «من پدرم را کشتم، من گوشت انسان را خوردم، و از شادمانی لرزیدم». داستان دربارهٔ ظرفیت تخریب انسان و عصیان علیه پیش‌نیازهای اجتماعی است که به صورت ضمنی در برابر آن‌هاست.
داستان دوم دربارهٔ آقای کلوتز (آلبرتو لیونلو)، یک بازرگان بزرگ آلمانی و پسر جوانش یولیان (ژان-پیر لئو) است که در دههٔ ۱۹۶۰ در آلمان زندگی می‌کنند. یولیان به جای گذران وقت با نامزد به شدت سیاسی‌شده‌اش ایدا (آن ویازمسکی)، ترجیح می‌دهد که با خوک‌ها رابطه برقرار کند. آقای کلوتز از سوی دیگر با دستیار وفادارش هانس گونتر (مارکو فرری) تلاش می‌کنند مسالهٔ رقابت با همکار صنعتی خود هردهیتز (اوگو تونیاتسی) حل کنند. این دو صنعتگر در حالی که یولیان در خوکدانی توسط خوک‌ها خورده می‌شود، با هم متحد می‌شوند. هردهیتز قصد دارد این واقعه را پنهان کند. داستان تلاش می‌کند ارتباطی بین رایش سوم و معجزه اقتصادی آلمان برقرار کند.

## بازیگران
- پیر کلمنتی در نقش آدم‌خوار اول
- ژان-پیر لئو در نقش یولیان کلوتز
- آلبرتو لیونلو در نقش آقای کلوتز
- اوگو تونیاتسی در نقش هردهیتز
- آن ویازمسکی در نقش ایدا
- مارگاریتا لوسانو در نقش خانم کلوتز
- مارکو فرری در نقش هانس گونتر
- فرانکو چیتی در نقش آدم‌خوار دوم
- نینتو داولی در نقش ماراکیون
- لوئیجی باربینی در نقش پسر در صحرا
- سرجیو الیا در نقش خدمتکار
- آنتونینو فا دی برونو در نقش پیرمرد (در صحنهٔ قضاوت)